# Ai tempi che Berta filava

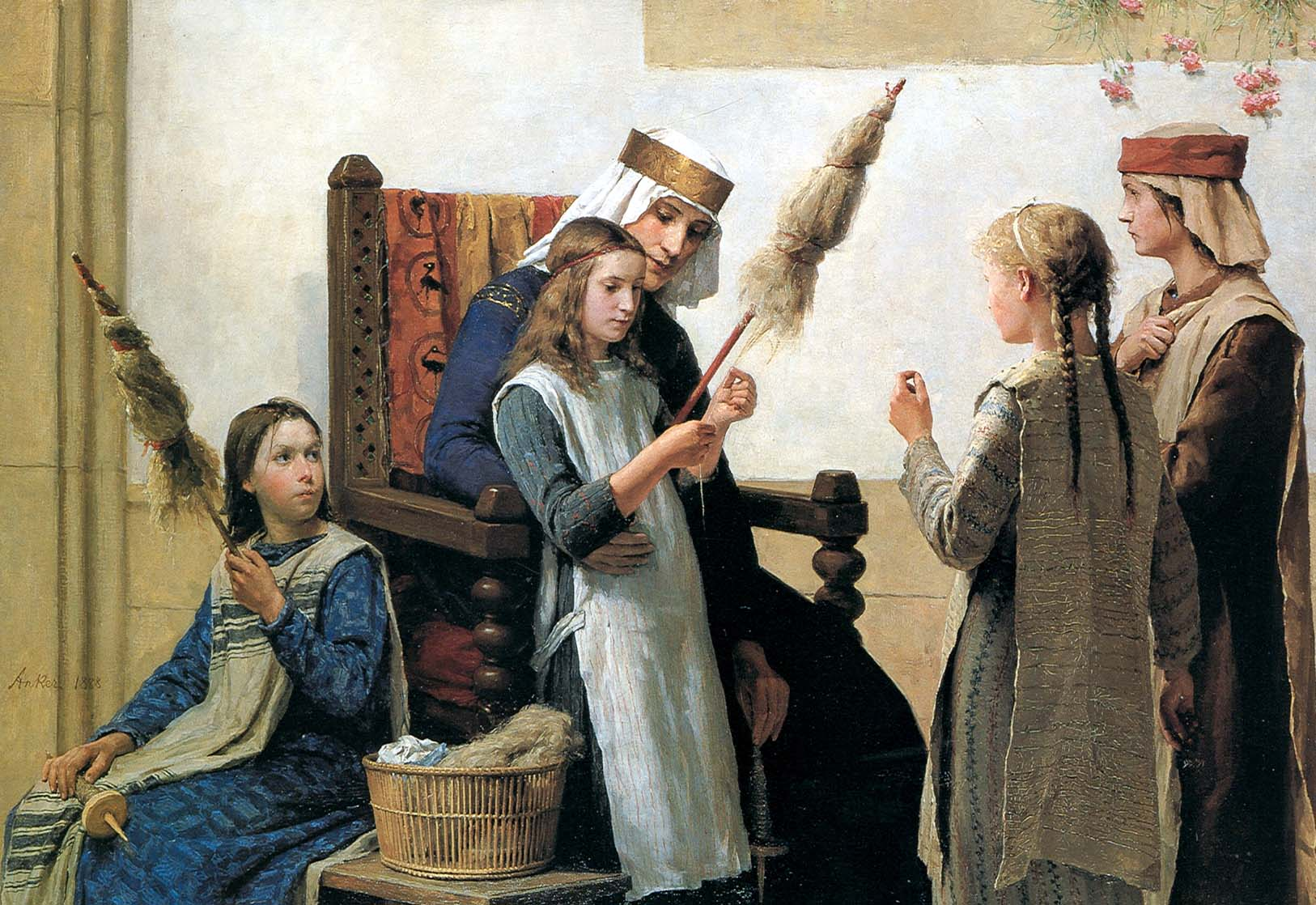
La regina Berta e le filatrici, di Albert Anker (1881)

Ai tempi che Berta filava, con molte varianti come al tempo che Berta filava o ai tempi in cui Berta filava, è un'espressione deonomastica legata a un aneddoto della storia europea dell'Alto Medioevo, situato tra letteratura e leggenda, il cui uso ricorre in alcune frasi proverbiali della lingua italiana per riferirsi a un tempo trascorso, non solo assai remoto, ma "concluso".
La donna a cui fa riferimento la frase è ritenuta, in genere, essere la regina Bertrada di Laon, moglie del re dei Franchi Pipino il Breve e madre di Carlomagno (oltre che di Carlomanno I), ma esistono anche altre ipotesi di identificazione visto che sull'aneddoto e sull'individuazione di Berta sono fiorite e circolate varie altre credenze e tradizioni, alcune delle quali, perso ogni aggancio a concrete figure storiche, si tramandano nella letteratura favolistica e fiabesca. Potrebbe trattarsi infatti anche di Berta di Savoia, imperatrice dei Romani oppure di Berta di Svevia (detta La filandina), moglie di Rodolfo II di Borgogna e madre di Adelaide di Borgogna, futura imperatrice in quanto consorte dell'imperatore Ottone I di Sassonia.
L'esistenza e la circolazione della frase proverbiale nell'area linguistica italiana, comunque, risalgono a molto indietro nel tempo; difatti, l'espressione era già viva almeno nel Cinquecento, come testimonia l'Historia Orceana di Domenico Codagli, che tenta anche di darne una spiegazione aneddotica nell'ambito della storia locale di Orzinuovi, borgo della Bassa Bresciana occidentale.

## Origini letterarie medievali e sopravvivenza

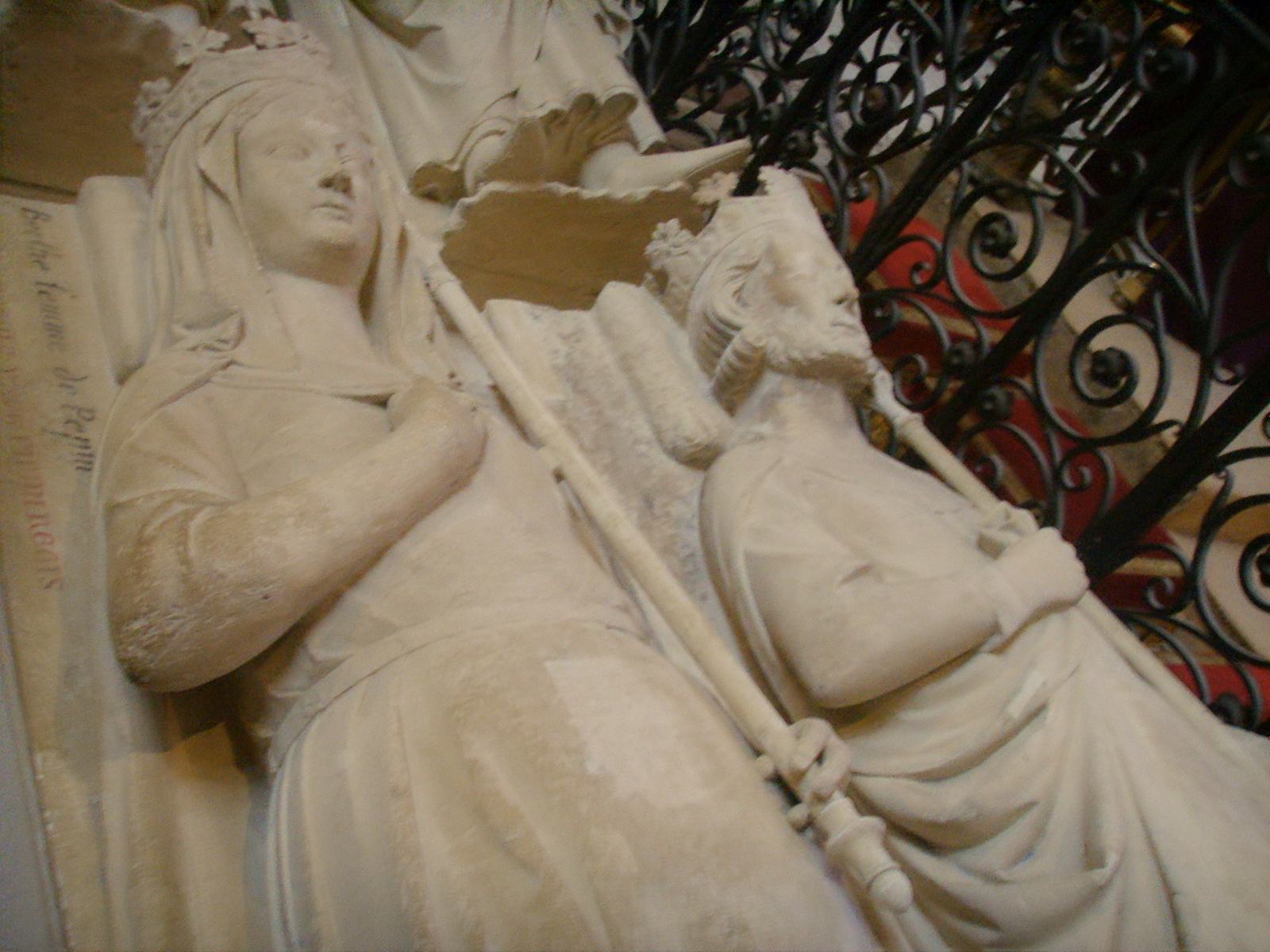
Bertrada di Laon (Berthe au Grand Pied) e Pipino il Breve, sepolcro nella Basilica di Saint-Denis

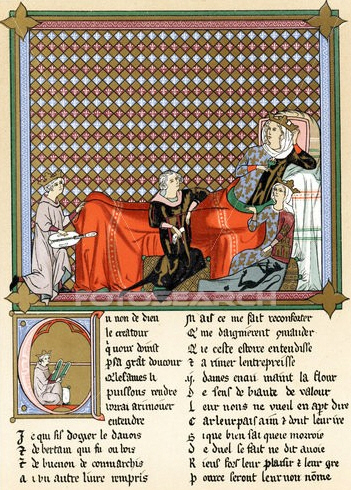
Adenet le Roi in un codice miniato medievale

Sebbene l'espressione proverbiale sia di uso comune e popolare, l'aneddoto proviene da una fonte della letteratura medievale "alta", quella dei trovieri francesi in lingua d'oïl. Il racconto, infatti, è riferito dal troviere e menestrello Adenet le Roi, originario del Brabante, che nel 1270 trasse ispirazione dalla figura di Bertrada per una chanson de geste in versi alessandrini, il poema intitolato Li Roumans de Berte aus grans piés (la regina era nota anche come "Berta dal gran piede" (o "Berta la Piedona") perché, come la tradizione riporta, avrebbe avuto un piede più lungo dell'altro, dettaglio anatomico che costituisce pure un elemento chiave per il lieto fine dell'aneddoto). Peraltro, l'adozione di una frase deonomastica per riferirsi a un passato con un intento analogo esiste anche nella tradizione linguistica e letteraria latina, dove è attestata l'espressione A Deucalione, rintracciabile nelle Satire di Gaio Lucilio).
L'uso della frase proverbiale si è mantenuto per vari secoli: essa era di sicuro già viva e affermata almeno nel Rinascimento italiano, quando la si trova attestata, come si è detto, nell'Historia Orceana di Domenico Codagli, che si cimenta in un tentativo di spiegazione collegato, però, a un'aneddotica di ambito locale.

### Diffusione nell'Italia contemporanea
La frase proverbiale sopravvive nel corpus linguistico dell'Italia contemporanea, dove, oltre che nell'uso popolare, viene spesso adottata nella titolatura di opere di varia natura. In campo pittorico, ad esempio, è presente nel titolo del quadro Quando Berta filava, appartenente alla vena neopompeiana del pittore ottocentesco Paolo Mei, e nel dipinto La Reine Berthe et les fileuses di Albert Anker (1881).
La locuzione ricorre, come riferimento al passato e in formule a volte alterate, nei titoli di libri di varia natura (storia, favole, ecc.). Esempi ne sono il saggio dedicato alla Resistenza italiana sulla Linea Gotica dallo storico Giorgio Petracchi, o la raccolta di tradizioni del folclore milanese e lombardo di Roberto Marelli. Anche nella novella Cavalleria Rusticana di Giovanni Verga, appare nel verso "Passò quel tempo che Berta filava, e voi non ci pensate più al tempo in cui ci parlavamo dalla finestra sul cortile".
Nella tradizione della canzone d'autore italiana, la frase è molto nota per aver dato il titolo a un brano musicale di Rino Gaetano, la cui prima incisione risale al 1976, sul disco 45 giri Berta filava/Mio fratello è figlio unico, pubblicato dalla casa discografica It.

## Tradizione aneddotica

### Li Roumans de Berte aus grans piés
Nel poema si immagina che, nell'imminenza delle nozze, la principessa, in viaggio verso il promesso sposo, fosse vittima di uno scambio di persona che avrebbe portato alla sostituzione con la figlia di una sua dama di compagnia. Grazie alla somiglianza della damigella alla sposa promessa, lo scambio ottiene successo. Berta, tuttavia, riesce a fuggire e a trovare ospitalità presso l'abitazione di un umile tagliaboschi, presso il quale vive per anni, sostentandosi con il lavoro di filatrice.
In seguito la situazione verrà risolta proprio per merito del lungo piede della principessa, una particolarità anatomica che le permetterà di farsi riconoscere e riprendere il posto a lei spettante sul trono, così smascherando l'impostura dell'astuta usurpatrice.

### Altre tradizioni

#### Genoveffa di Brabante
Esistono, comunque, altre tradizioni che farebbero risalire il detto proverbiale non a Bertrada di Laon ma a un racconto leggendario assai simile riguardante un'eroina della letteratura cavalleresca, Geneviève de Brabant (Genoveffa, o Ginevra del Brabante). La storia di Genoveffa, figlia del Duca di Brabante, è tramandata e ripresa da numerose fonti, in diverse varianti, tra cui quella italiana di Andrea da Barberino, in un capitolo de I Reali di Francia (XIV secolo-XV secolo).

#### L'Historia Orceanadi Domenico Codagli
Domenico Codagli, nel Cinquecento, tenta di inserire l'origine aneddotica in un contesto di storia locale, quella di Orzinuovi (nella Bassa Bresciana occidentale), suo luogo di nascita, fornendo anche una testimonianza esplicita della circolazione della frase nel corpus linguistico e nella tradizione popolare della sua epoca, il Cinquecento. Nella sua Historia Orceana, così argomenta la sua spiegazione:
(Domenico Codagli, Historia Orceana, Appresso Gio. Battista Borella, 1592, p. 49)

#### Tradizione fiabesca
Esiste poi una linea di tradizione favolistica che trasfonde il racconto in una fiaba popolare che ha per protagonista una vedova poverissima, di nome Berta. La povera donna, assai devota al proprio re, pensa un giorno di fargli dono di una lana finissima tessuta con le sue mani. Il re, saputo della misera condizione della donna e commosso dalla spontaneità disinteressata dell'umile gesto, ricambiò con grande generosità il sentito omaggio della poverella, facendola oggetto di munifici doni che la sollevarono per sempre dalla povertà e le garantirono una vita serena e prospera. Il gesto regale scatenò la devozione interessata di molti sudditi che fecero a gara per far dono di tessuti più o meno pregiati al loro monarca. Quest'ultimo, però, deluse le aspettative di quella generosità per nulla disinteressata pronunciando la frase divenuta poi proverbiale: "Non son più i tempi in cui Berta filava".

#### Formella del duomo di Fidenza

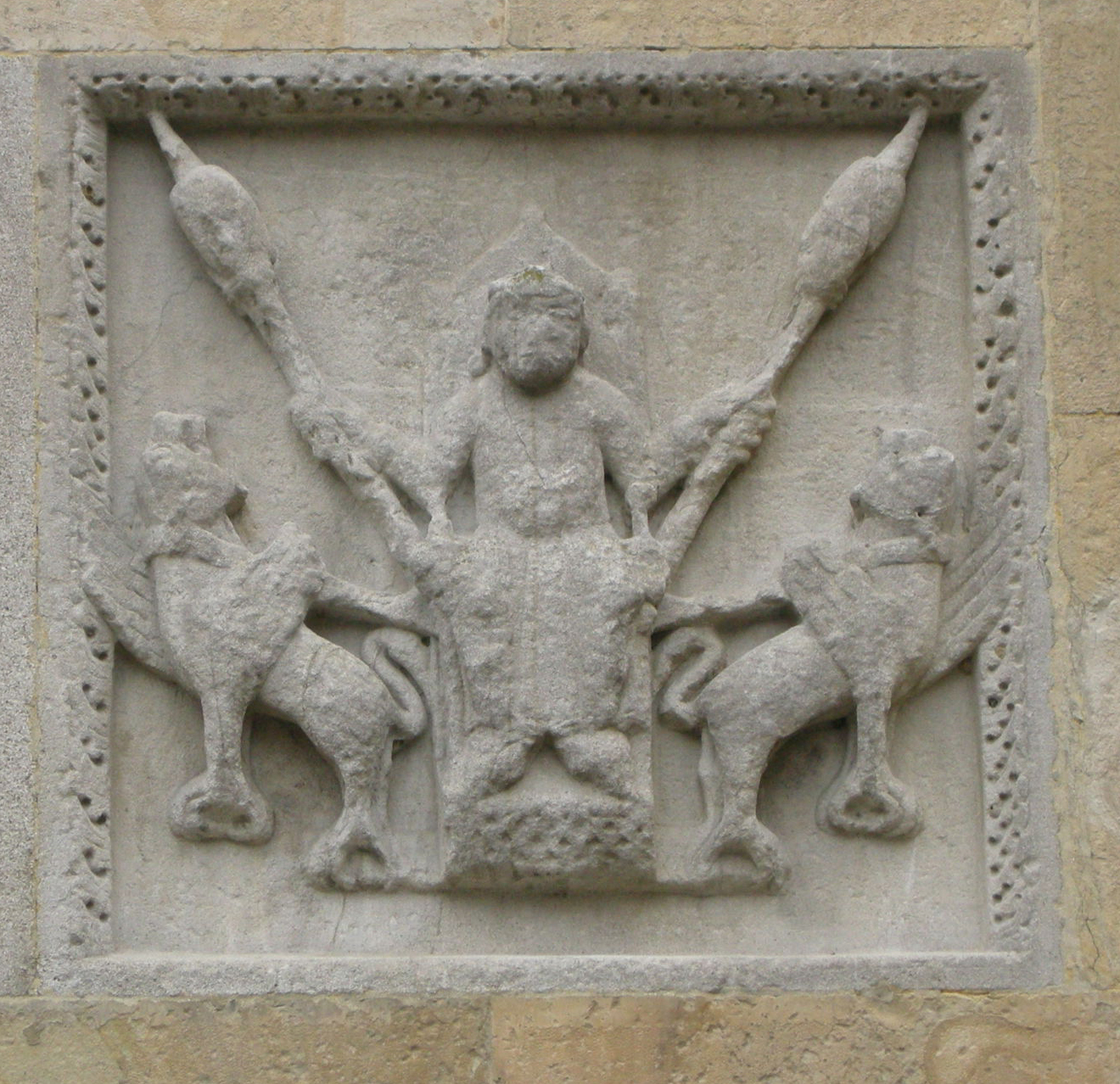
Alessandro si libra in volo, decorazione della torre del duomo di Fidenza

Un'altra tradizione, fiorita a Fidenza, è legata all'interpretazione di un pezzo del ciclo scultoreo e decorativo in stile romanico della Cattedrale di San Donnino. Essa vorrebbe identificare la Berta del proverbio con Berta di Savoia, moglie di Enrico IV di Franconia e madre di Corrado II d'Italia ed Enrico V, un'individuazione che prende spunto da un rilievo romanico di una formella murata sulla fronte della Torre del Trabucco del duomo cittadino. Il bassorilievo (una tavella litica di circa 77 x 80 cm), molto consunto dall'erosione e quasi indecifrabile, mostra una figura umana di ardua interpretazione assisa tra due animali di difficile identificazione. La figura regge due lunghi bastoni, ognuno dei quali reca, a ciascuna estremità, due forme che possono sembrare due fusi. Questo particolare ha indotto a credere che si trattasse di una donna intenta a filare la lana: questa lettura iconografica ha fornito lo spunto per un collegamento al detto popolare della "Berta". L'associazione della scultura a un omaggio cittadino alla madre di Corrado di Lorena sarebbe stata giustificata dai particolari privilegi accordati dall'imperatore Enrico IV a Borgo San Donnino. Nella Miscellanea Pincolini, sulla storia di Parma degli anni tra il 1086 e il 1101, così viene riportata la vicenda:
(Mss. Pincolini-anni 1086 e 1101, Archivio di Stato di Parma)
La lettura tradizionale dell'immagine come quella della "Berta che fila" è stata accolta, ad esempio, dal medievista Arthur Kingsley Porter nella sua monumentale opera sulla scultura romanica delle vie dei pellegrini, in un volume edito nel 1923, ma anche da Vito Ghizzoni negli anni '70 del Novecento.
Una tradizione più popolare, invece, vede nell'immagine la figura femminile di una strega che tenta di salire al cielo. Questa credenza popolare è quella che più si avvicina alla reale spiegazione della simbologia della formella, che si deve all'esegesi iconografica di Géza De Francovich, il quale vi ha riconosciuto una delle numerosi rappresentazioni di un tema iconografico appartenente al Roman d'Alexandre (nella traduzione di Leone Arciprete nel X secolo), assai caro alla cultura e alla sensibilità artistica medievale e bizantina, la mitica ascensione al cielo di Alessandro Magno, su un velivolo trainato da due animali fantastici (in genere grifoni), attratti da due esche di carne collocate in cima a due aste o lance (da cui l'apparenza di due fusi).